# Alfred Lityński

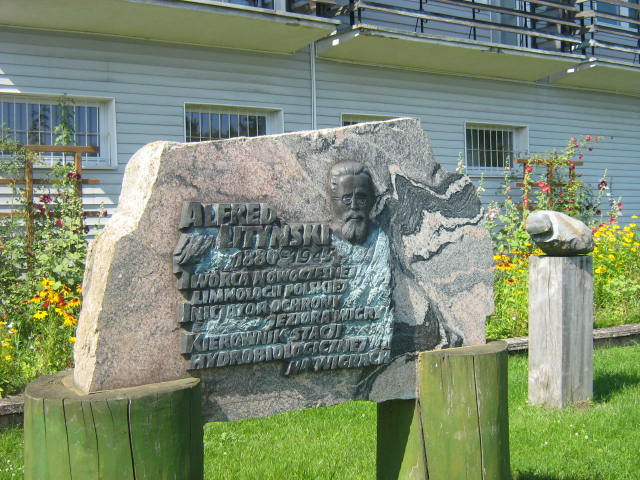
Tablica poświęcona pamięci Alfreda Lityńskiego przy siedzibie Wigierskiego Parku Narodowego w Krzywem.

Alfred Lityński (ur. 16 września 1880 w Beligradzie w Besarabii, zm. 25 marca 1945 pod Smoleńskiem) – naukowiec, ichtiolog, pionier polskiej hydrobiologii i limnologii, doktor filozofii zoologii Uniwersytetu Jagiellońskiego, wykładowca na Uniwersytecie Warszawskim, kierownik pierwszej polskiej stacji hydrobiologicznej, propagator ochrony środowiska. Obok Stanisława Minkiewicza był pierwszym naukowcem prowadzącym badania na ziemiach polskich nad fauną wodną w pełnym ujęciu ekologicznym.

## Kariera naukowa do wybuchu II wojny światowej
Był uczniem prof. Antoniego Wierzejskiego, z którego inspiracji w latach 1908–1916 prowadził badania nad fauną planktonową jezior tatrzańskich.
Od 1920 r. organizator, a następnie kierownik pierwszej polskiej Stacji Hydrobiologicznej powstałej nad jeziorem Wigry, w miejscowości Stary Folwark, która stała się kolebką polskiej hydrobiologii, ośrodkiem naukowym i szkołą kształcącą przyszłych naukowców. Kierował nią do wybuchu II wojny światowej.
Wraz z Bolesławem Hryniewieckim postulował utworzenie wokół jez. Wigry Parku Krajobrazowego. 1 stycznia 1989 na terenach tych utworzono Wigierski Park Narodowy (wcześniej Wigierski Park Krajobrazowy).

## II wojna światowa i śmierć
Podczas II wojny światowej podporucznik Armii Krajowej. Przybrał pseudonim „Leśny”. Redagował gazetkę podziemną „Echo Puszczy”. W 1942 r. ze względu na sytuację kraju odmówił przyjęcia medalu przyznanego przez Międzynarodowe Towarzystwo ds. Teoretycznej i Stosowanej Limnologii, którego w roku 1922 był współzałożycielem oraz przez następne lata polskim przedstawicielem. Za działalność konspiracyjną otrzymał Krzyż Walecznych (1944). Aresztowany przez NKWD, zmarł podczas deportacji do ZSRR.

## Ordery i odznaczenia
- Krzyż Oficerski Orderu Odrodzenia Polski (11 listopada 1937)[2]
- Krzyż Walecznych (1944)
- Złoty Krzyż Zasługi (1933)

## Spuścizna naukowa
Około 4 lat przed rozpoczęciem wojny zaczął pisać Hydrobiologię Ogólną, nad którą pracował do końca wojny. Zredagowana, uzupełniona o zaginiony materiał i wydana przez prof. Leszka K. Pawłowskiego w 1951 r. stała się pierwszym polskim podręcznikiem akademickim z tej dziedziny.
Polskie Towarzystwo Hydrobiologiczne ustanowiło Medal imienia prof. Alfreda Lityńskiego nadawany za wybitne osiągnięcia naukowe, organizacyjne lub popularyzatorskie w szeroko pojętej dziedzinie hydrobiologii (Regulamin przyznawania medalu PTH).
Jego imię od 16 września 2011 r. nosi III Liceum Ogólnokształcące im. Alfreda Lityńskiego przy Zespole Szkół nr 1 w Suwałkach.

## Rodzina
Alfred Lityński poślubił Helenę Berne. Ich córką była Halina (1905–1999), nauczycielka szkół warszawskich, żona Władysława Kowalskiego, marszałka Sejmu Ustawodawczego, nauczycielka szkół warszawskich, wraz z mężem odznaczona medalem Sprawiedliwy wśród Narodów Świata (1997).